# Arbeit macht frei

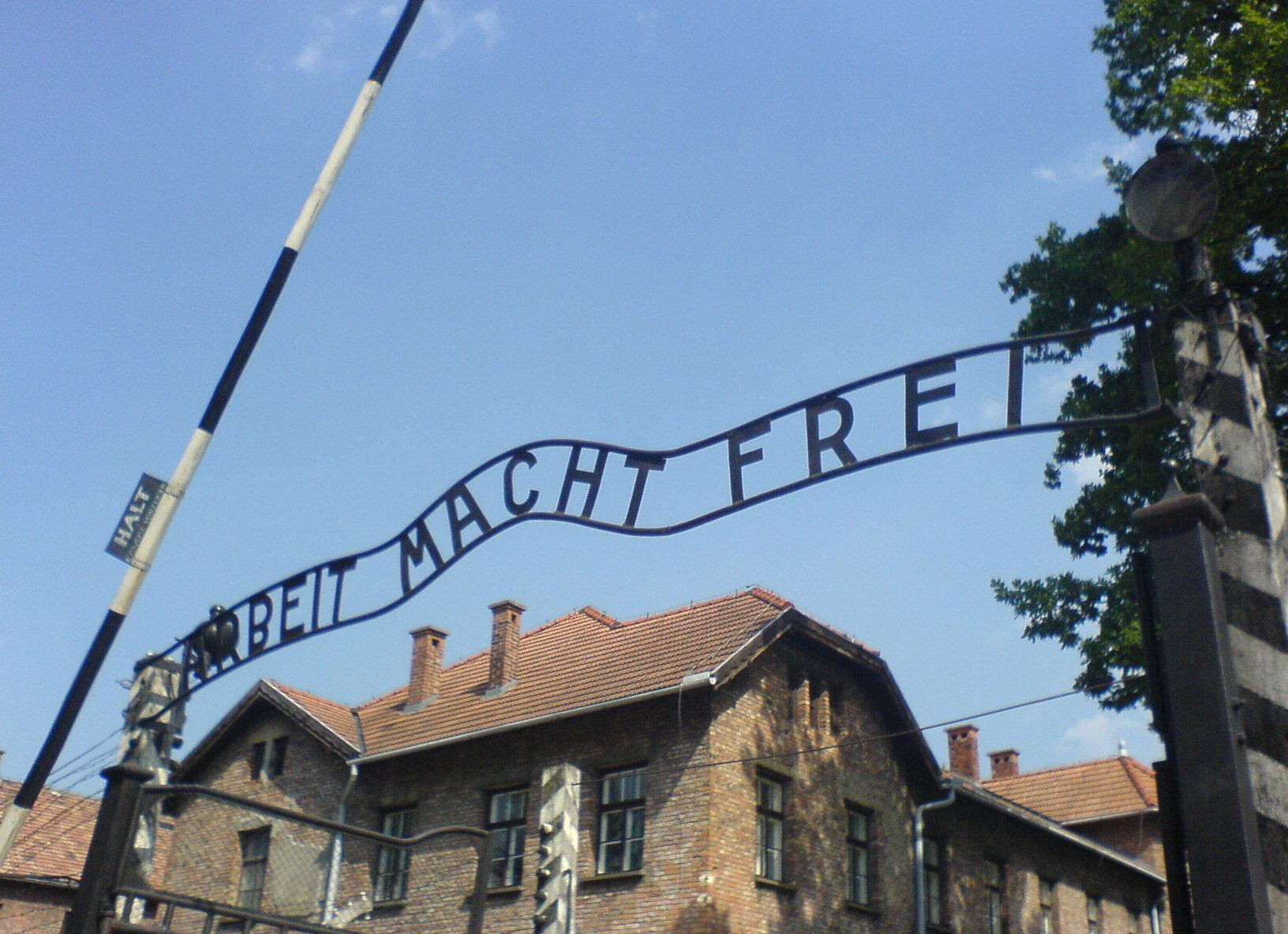
Arbeit macht frei na bramie w Auschwitz (2006)

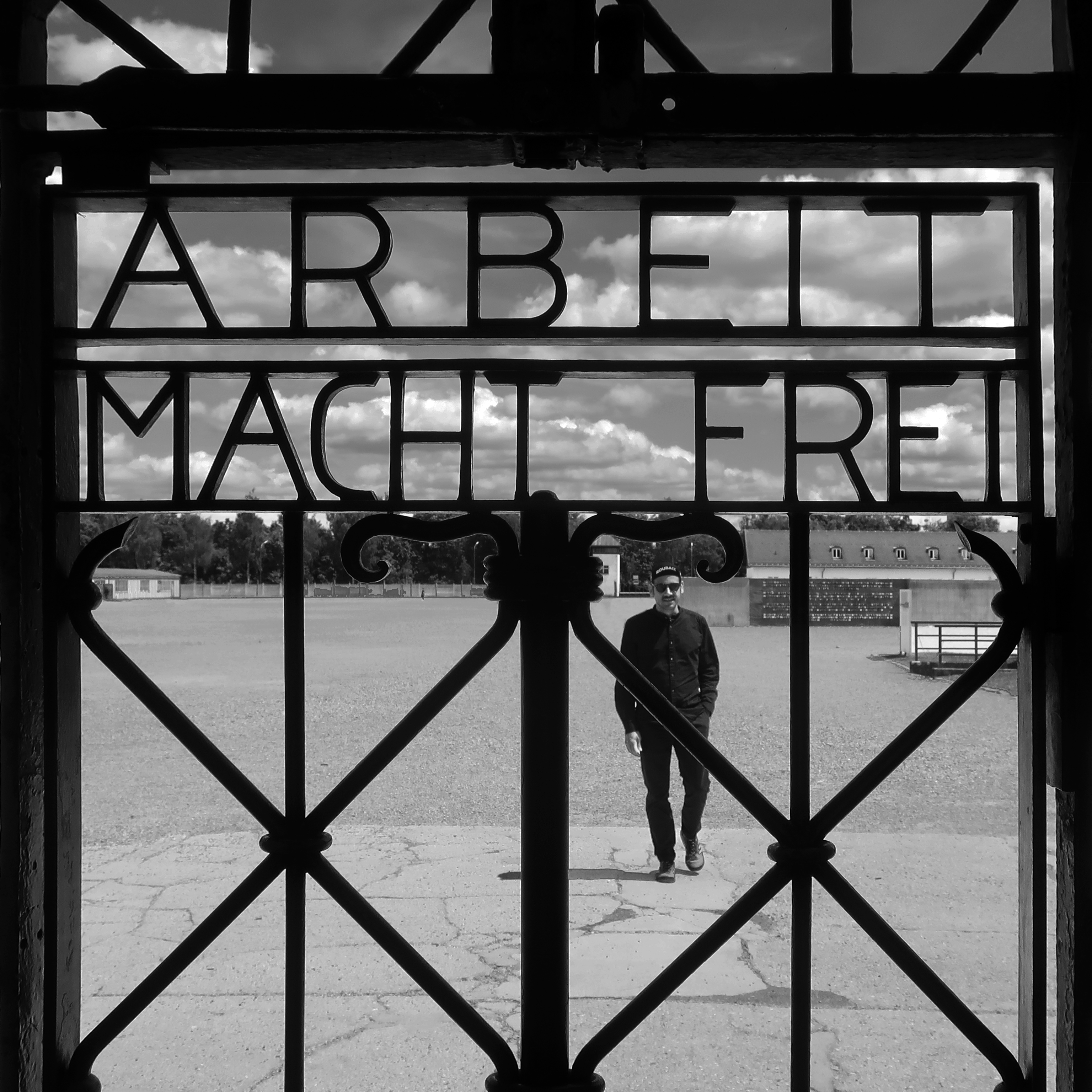
Krata na głównej bramie w Dachau

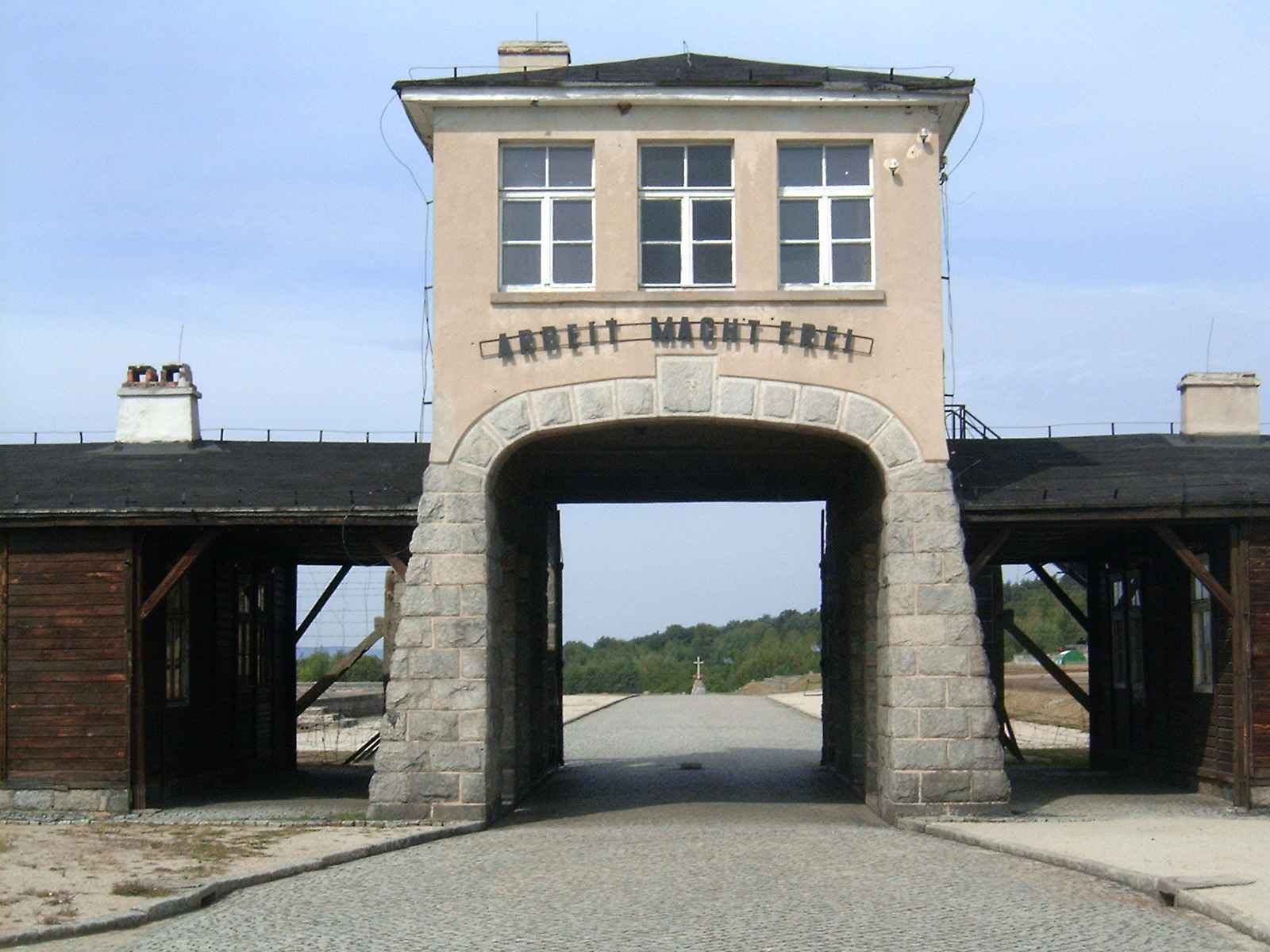
Brama wejściowa do obozu Gross-Rosen

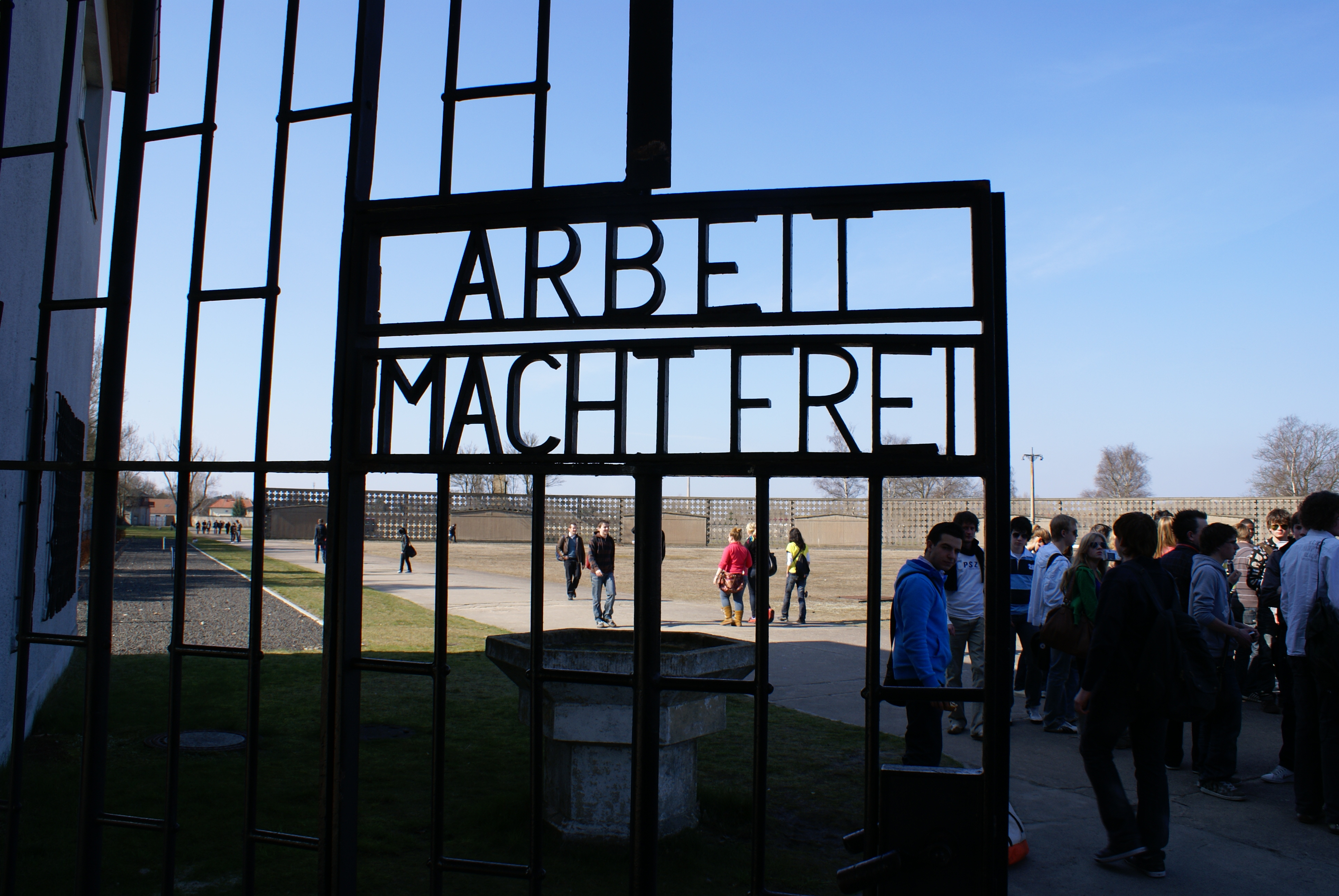
Krata na bramie w Sachsenhausen

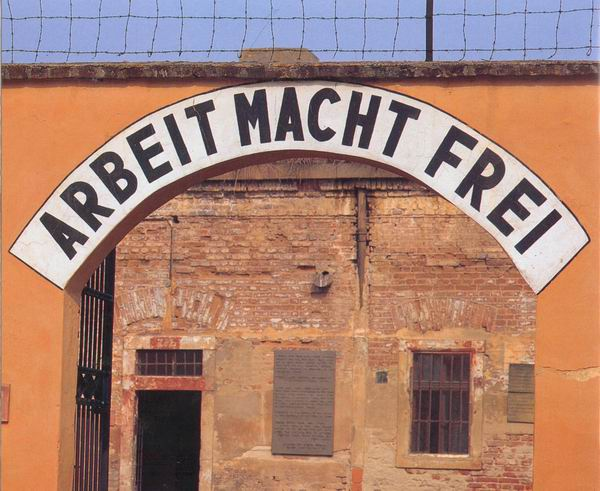
Brama wejściowa do obozu Theresienstadt

Arbeit macht frei (z niem. praca czyni wolnym) – niemiecki slogan wywiedziony z rozpowszechnionego w tradycji protestanckiej cytatu z Ewangelii Jana (J 8, 32) Wahrheit macht frei (lit. prawda czyni wolnym, czy – wedle Biblii Tysiąclecia – prawda was wyzwoli). W 1872 r. nacjonalistyczny niemiecki pisarz Lorenz Diefenbach zatytułował swoją powieść wydaną w Wiedniu parafrazą hasła biblijnego: Arbeit macht frei. Hasło to stało się popularne w kręgach narodowosocjalistycznych.
Przed II wojną światową slogan był wykorzystywany w Niemczech w programach zwalczania masowego bezrobocia.
Na rozkaz generała SS Theodora Eicke wykorzystane przy bramach wejściowych do kilku niemieckich obozów (Auschwitz, Dachau, Gross-Rosen, Sachsenhausen, Theresienstadt, Flossenbürg). Więźniowie codziennie widzieli ten napis wychodząc rano do pracy w komandach i wracając wieczorem do obozu. W niektórych obozach zamieszczono inne hasła. Przykładowo, w KL Buchenwaldzie na bramie znajdowało się hasło: Jedem das seine, co przetłumaczyć można jako Każdemu, co mu się należy.

## Brama w Auschwitz-Birkenau
W Auschwitz napis nad bramą został wykonany w obozowej ślusarni. Kurt Müller, nakreślił na ziemi żądany kształt, a po wygięciu rurek i wycięciu liter spawem punktowym umocował napis przy rurkach. Litery wycinał więzień, mistrz kowalstwa artystycznego Jan Liwacz (nr 1010). Więźniowie najprawdopodobniej naumyślnie zmontowali go wadliwie, odwracając literę „B” do góry nogami, co stanowiło akt oporu względem głoszonego na bramie hasła. Jednak w relacjach niektórych więźniów można przeczytać, iż był to przypadek.
Na szyderczą ironię tych haseł, sugerujących możliwość wydostania się z obozów dzięki rzetelnej i ofiarnej pracy, więźniowie w Auschwitz odpowiadali po kryjomu równie ironicznym dwuwierszem:

Arbeit macht frei (praca czyni wolnym)
durch Krematorium Nummer drei (przez krematorium numer trzy)

Po wyzwoleniu obozu żołnierze radzieccy załadowali napis na wagon kolejowy, który miał jechać na wschód, jednak były więzień Eugeniusz Nosal (numer obozowy 693) oraz przypadkowy furman przekupili pilnującego pociąg strażnika butelką samogonu i oryginalny napis ukryli w miejskim magistracie. Kiedy tworzono Państwowe Muzeum w Oświęcimiu, napis wrócił na swoje miejsce przy bramie.
Napis na bramie w Auschwitz I stał się po wojnie jednym z najważniejszych symboli systemu niemieckich obozów koncentracyjnych, a również – paradoksalnie – całej Zagłady. Paradoks polega na tym, że pod bramą tą przechodziły komanda robocze złożone z więźniów, którzy dostali się do obozu, a nie rodzin żydowskich wysyłanych od razu z rampy kolejowej do komór gazowych. Zdarza się często, że zwiedzający teren Auschwitz II – Birkenau są zdziwieni, nie widząc tego napisu przy wejściu do tej części obozu, w której dokonywano Zagłady.
W nocy z 17 na 18 grudnia 2009 tablica z napisem została skradziona. Muzeum zastąpiło ją kopią, która w 2006 roku była używana podczas renowacji oryginału. Oryginalną tablicę, pociętą na trzy fragmenty, odzyskano 20 grudnia 2009, a sprawców kradzieży zatrzymano i skazano na kary pozbawienia wolności.